# 奧謝利亞
49°51′36″N 23°18′14″E / 49.86000°N 23.30389°E
奧謝利亞（烏克蘭語：Оселя），是烏克蘭的村落，位於該國西部利沃夫州，由亞沃里夫區負責管轄，始建於1376年，面積3.12平方公里，海拔高度236米，人口750，人口密度每平方公里262.5人。